# Flunitrazolam
 Flunitrazolam is een depressant uit de benzodiazepine-klasse. Het is de triazoolanaloog van flunitrazepam (Rohypnol) en is een krachtig hypnoticum en kalmerend middel vergelijkbaar met verwante verbindingen zoals flunitrazepam, clonazolam en flubromazolam . Het staat bekend om zijn ongebruikelijke potentie voor een benzodiazepineverbinding, omdat deze al actief is bij lage hoeveelheden. Deze eigenschap wordt gedeeld met stoffen zoals flubromazolam en clonazolam. De toevoeging van de triazoolring aan het schavot verhoogt de potentie aanzienlijk, dit is duidelijk aangezien flunitrazolam naar verluidt actief is op microgramniveau. Het is actief bij 0,1 mg.  Flunitrazolam heeft duidelijke effecten die variëren van nauwelijks waarneembaar tot volledig geheugenverlies, sterk afhankelijk van de dosering en fysieke verschillen in metabolisme. Het deelt een aantal gemeenschappelijke kenmerken bij veel gebruikers, waaronder milde of drempeleffecten bij lagere doseringsniveaus voordat het snel overgaat in zeer geheugenverlies of black-outtoestanden bij een bepaalde dosering (sommige mensen melden 300 mg). Het heeft overwegend hypnotische effecten en opmerkelijke spierontspanning, terwijl het geen angstonderdrukking of sederende effecten heeft.

## Geschiedenis
Flunitrazolam verscheen online voor het eerst op de markt als research chemical in 2016. Het verscheen in de vorm van geperste pellets en werd aangeboden naast andere nieuwe benzodiazepines zoals clonazolam en flubromazolam.  Het werd voor het eerst definitief geïdentificeerd en gerapporteerd aan het EMCDDA Early Warning System, door een analytisch laboratorium in Duitsland in oktober 2016, en was daarvoor niet beschreven in de wetenschappelijke literatuur. Hierdoor lijkt het een volledig nieuwe stof te zijn, voordat het online te koop werd aangeboden.

## Legaliteit
Flunitrazolam bevindt zich op het gebied van legaliteit in de meeste (zo niet alle) delen van de wereld in een grijs gebied. Dit houdt in dat het in geen enkel land bekend staat als specifiek illegaal, maar dat mensen onder bepaalde omstandigheden nog steeds kunnen worden aangeklaagd voor het bezit ervan, zoals onder analoge wetten en met de bedoeling om te verkopen of te consumeren.
Er is nog maar heel weinig onderzoek gedaan naar deze specifieke verbinding. Er zijn zeer weinig gegevens over de farmacologische eigenschappen, het metabolisme en de toxiciteit van flunitrazolam bij mensen. Informatie over dosering, effecten en toxiciteit moet dus met voorzichtigheid worden bekeken. Alle volgende opmerkingen over de farmacologie zijn puur speculatie op basis van de subjectieve effecten die het teweegbrengt en de structurele gelijkenis met flunitrazolam en andere benzodiazepinen. Voorlopige rapporten suggereren dat het een hoog misbruikpotentieel heeft, vergelijkbaar met dat van andere krachtige benzodiazepines. Het veroorzaakt waarschijnlijk fysieke afhankelijkheid bij chronisch gebruik. Bovendien is de dosering een punt van zorg, aangezien krachtige benzodiazepines langdurige black-outs kunnen veroorzaken bij maar kleine miscalculaties tijdens het doseren.

## Farmacologie
Benzodiazepinen zijn GABA-agonisten en produceren een verscheidenheid aan effecten door zich te binden aan de benzodiazepine-receptoren. Aangezien dit de meest productieve inhiberende receptor in de hersenen is, zorgt de modulatie ervan voor sederende (of kalmerende) effecten van flunitrazolam op het zenuwstelsel.De anticonvulsieve eigenschappen van benzodiazepines kunnen, gedeeltelijk of geheel, te wijten zijn aan binding aan spanningsafhankelijke natriumkanalen in plaats van aan benzodiazepinereceptoren.
Experimentele onderzoeken op flunitrazolam leveren vaak bevindingen op van sedatie, ontremming, droompotentiëring, resterende slaperigheid, vertraging van gedachten en spierontspanning.
Flunitrazolam heeft waarschijnlijk een lage toxiciteit in verhouding tot de dosis.  Het is echter potentieel dodelijk wanneer het wordt gemengd met kalmerende middelen zoals alcohol of opioïden.

## Chemie
Flunitrazolam is een chemische stof uit de benzodiazepineklasse. Flunitrazolam is vernoemd naar de fluor-, broom- en triazoolsubstituties op het benzodiazepine-kernskelet (FLUorine-NITro-AZOLe-AM). Flunitrazolam behoort tot de benzodiazepineklasse omdat het een 1,4-diazepinering bevat die is gefuseerd met een gesubstitueerde benzeenring. Broom is gebonden aan deze bicyclische structuur op R7. Bovendien is een met fluor gesubstitueerde fenylring aan deze structuur gebonden op R5.Flunitrazolam bevat ook een gemethyleerde triazoolring die is gefuseerd met R1 en R2 van de diazepinering en deze bevat. Flunitrazolam behoort tot een klasse van benzodiazepinen die deze gefuseerde triazoolring bevatten, triazolobenzodiazepinen genaamd, die zich onderscheiden door het achtervoegsel "-zolam".